# أحبك يا رجل (فلم)
أحبك يا رجل (بالإنجليزية: I Love You, Man) هو فيلم أمريكي كوميدي من إنتاج 2009. بطولة بول رود، وجيسون سيغال. أطلق الفيلم إلى دور السينما في 30 مارس، 2009.وحصل على المركز الثاني في جدول شباك التذاكر الأمريكية خلال عطلة نهاية الأسبوع 
.

## القصة
تحدث قصة الفيلم عن رجل أعمال ناجح يدعى «بيتر» على مقربة من حفل زواجه، وما يقلقه في الموضوع أنه لا يملك أصدقاء مقربين منه ليساعدوه في الحفل، لذا يقرر «بيتر» القيام بمقابلات فردية مع رجال آخرين باحثا ً عن صديق له يناسبه لكن كل هذه المقابلات تثيرالشكوك من حوله وتطلق الإشاعات السيئة عليه، لكن يستمر «بيتر» في بحثه حتى يجد أخيرا صديقا ً يناسبه «سيدني فايف». تتطور الصداقة بينهما بسرعة حتى يصبحان صديقين حميمين لكن كلما تطورت صداقتهما تسوء علاقته مع خطيبته، حتى يقف «بيتر» أخيرا بين خيارين صعبين أما البقاء مع خطيبته «زوي»، أو صديقه العزيز «سيدني».

## الإشارة إلى الرئيس المصري أنور السادات
في الفيلم يطلق اسم الرئيس المصري السابق محمد أنور السادات على كلب البطل بيتر كلافن. والتفصيل كالتالي: 

في محادثة بين بطل الفيلم «بول رود» وصديقه، يقول له الصديق: «ما اسم كلبك؟» فيجيبه: «أنور السادات،» فيرد الصديق سائلًا: «ومن هو هذا الشخص،» فيرد بول رود: «إنه رئيس مصري سابق.» ثم يسأله هذا الصديق عمّ إذا كان قد أطلق هذا الاسم على الكلب لأنه معجب بالمواقف السياسية للسادات، يرد عليه البطل بالقول: «كلا.. بل بسبب الشبه بينهما.» ثم تصور الكاميرا الكلب وصورة للرئيس السادات على غلاف مجلة التايم. وفي مشهد ثان، يظهر بيت الكلب الخشبي وعليه صورة الرئيس السادات. في نهاية الفيلم، كتب صناع الفيلم أن الاسم «أنور السادات» هو الاسم الحقيقي للكلب الذي ظهر في الفيلم.
تقدمت رقية السادات - ابنة الرئيس محمد أنور السادات - ببلاغ إلى النيابة العامة المصرية تطالب فيها بمنع عرض الفيلم في مصر. وذلك لتضمنه «إساءة بالغة لوالدها ووصفه بأوصاف فجّة وأظهرت الرقابة المصرية رد فعل قوي ضد هذه المواقف التي يتضمنها الفلم وبسببها نشأت بوادر أزمة سياسية سرية بين القاهرة وواشنطن وتم حل المشكلة بحذف المقاطع المسيئة للسادات في النسخة الأمريكية أيضًا.» لكن رقابة المصنفات في مصر كانت قد قامت مسبقًا بحذف المشاهد التي تبين تشبيه السادات بكلب. وقدمت رقية السادات احتجاجًا إلى السفارة الأمريكية في القاهرة.

## طاقم التمثيل

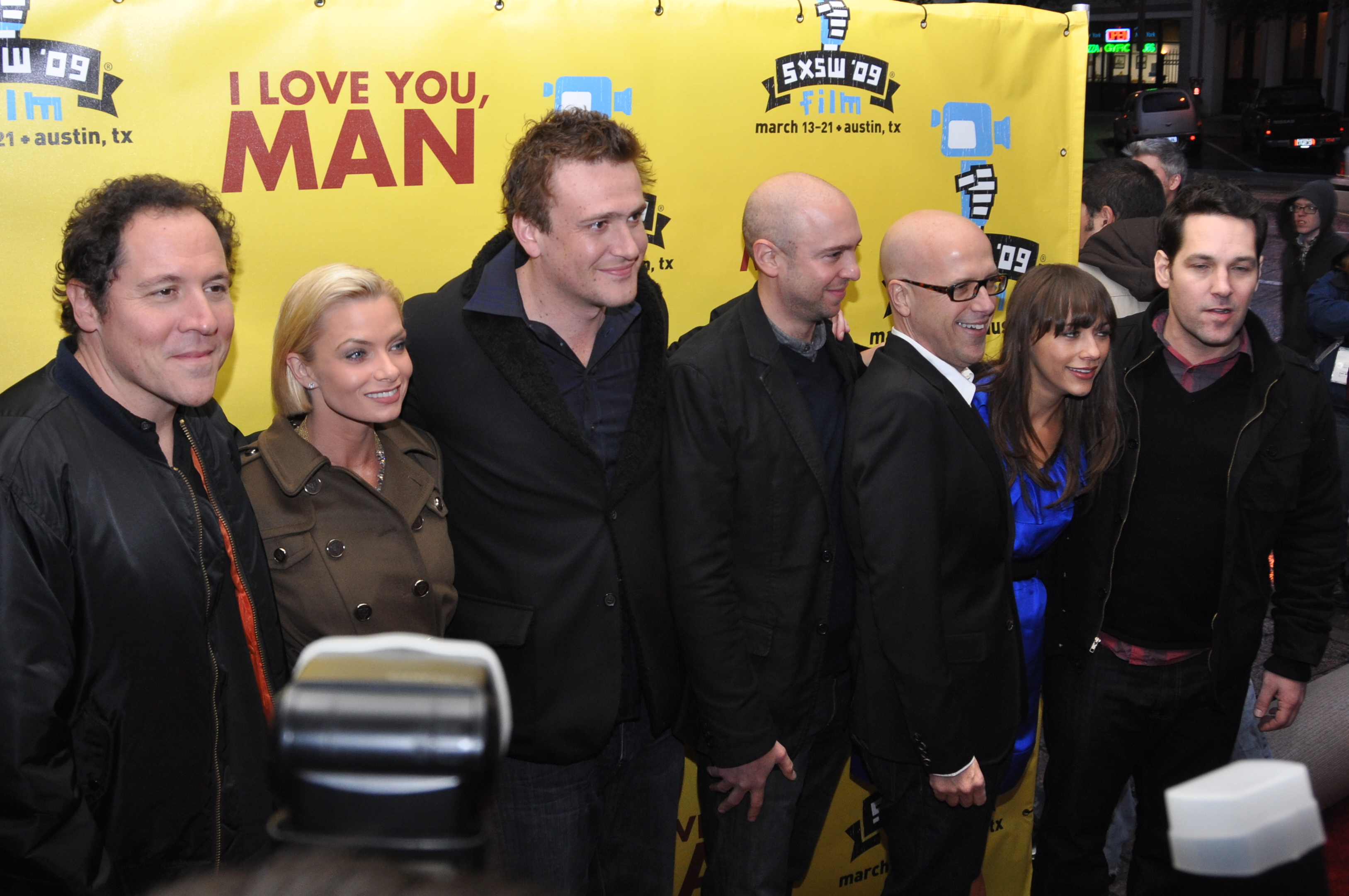
جون فافرو, جيمي بريسلي, جيسون سيغال, جون هامبرغ, لاري ليفين, رشيدة جونز, وبول رود في العرض الأولي للفلم، تكساس, مارس 2009.

- بول رود بدور بيتر كليفين.
- جيسون سيغال بدور سيدني فايف.
- رشيدة جونز بدور زوي رايس.
- جيمي بريسلي بدور دنيس مكلين.
- اندي سامبرغ بدور روبي كليفين.
- جي كي سيمنس بدور اوسوالد كليفين.
- جين كورتين بدور جويس كليفين.
- جون فافرو بدور باري مكلين.
- لو فيريغنو يؤدي نفسه.
- عزيز أنصاري
- نك كرول بدورلاري.

## الإنتاج
نص الفيلم بداية كان يدعى «دعنا نكون أصدقاء» وكتب من قبل لاري ليفين، بيع النص وترك بدون أي استخدام لمدة 11 سنة، قدم النص إلى جون هامبرغ لإخراجه لكنه رفضه أكثر من مرة، لكن بعد انتقال أغلب أصدقائه ومحاولته التعرف إلى أصدقاء جدد استلهم الفكرة وأعاد كتابة النص مرة أخرى حتى يكون أقرب للواقعية، أعلن الانتهاء من تصوير الفيلم في ديسمبر 2007 وبدأت عملية الإنتاج في مارس 2008.

## وصلات خارجية
- أحبك يا رجل الموقع الرسمي
- مقالات تستعمل روابط فنية بلا صلة مع ويكي بيانات